# Donggang (sockenhuvudort i Kina, Jiangxi Sheng, lat 28,94, long 114,23)
Donggang är en sockenhuvudort i Kina. Den ligger i provinsen Jiangxi, i den sydöstra delen av landet, omkring 160 kilometer väster om provinshuvudstaden Nanchang. Antalet invånare är 11 349. Befolkningen består av 5 540 kvinnor och 5 809 män. Barn under 15 år utgör 23,0 %, vuxna 15-64 år 68 %, och äldre över 65 år 8,0 %.
Runt Donggang är det ganska tätbefolkat, med 100 invånare per kvadratkilometer. Närmaste större samhälle är Zhajin, 8,2 km norr om Donggang. I omgivningarna runt Donggang växer i huvudsak blandskog.
Genomsnittlig årsnederbörd är 2 289 millimeter. Den regnigaste månaden är maj, med i genomsnitt 385 mm nederbörd, och den torraste är oktober, med 57 mm nederbörd.